# Carin Holmberg
Carin Holmberg (13 gennaio 1982) è un'ex fondista svedese.

## Biografia
In Coppa del Mondo esordì il 25 novembre 2000 a Beitostølen (27ª) e ottenne l'unico podio il giorno successivo nella medesima locialità (3ª).
In carriera prese parte a un'edizione dei Campionati mondiali, Lahti 2001 (5ª nella staffetta il miglior risultato).

## Palmarès

### Mondiali juniores
- 1 medaglia:
  - 1 bronzo (5 km a Szklarska Poręba 2001)

### Coppa del Mondo
- Miglior piazzamento in classifica generale: 66ª nel 2001
- 1 podio (a squadre[1]):
  - 1 terzo posto